# أندي ماكنزي
أندي ماكنزي (بالإنجليزية: Andy McKenzie)‏ هو سياسي أمريكي، ولد في 16 أغسطس 1970. حزبياً، نشط في الحزب الجمهوري. وقد انتخب عضو مجلس ولاية فيرجينيا الغربية.